# Linea S25 (S-Bahn di Berlino)
La linea S25 (S-Bahnlinie 25 o S25) è una delle 15 linee della rete della S-Bahn di Berlino che attraversa da nord a sud la città di Berlino, in parte in sotterranea nel centro città o in parallelo alle linee S1, S2 e S26. A parte le due stazioni capolinea, di Hennigsdorf a nord e Teltow Città a sud, la linea si snoda integralmente nella città di Berlino nelle zone tariffarie A e B.

## Caratteristiche
Lunga 40,1 km. dispone di 27 stazioni, tutte equipaggiate con ascensori che permettono l'accesso anche ai portatori di handicap. Il tempo di percorrenza totale è di circa 70 minuti.
Le coincidenze maggiori si hanno con la Ringbahn, a nord alla stazione di Berlino-Gesundbrunnen e a sud a quella di Sudkreuz con le linee S41 e S42, ma anche al centro città sulla Stadtbahn alla stazione di Berlino-Friedrichstraße con le linee S3, S5, S7 e S9 che attraversano la città da est ad ovest. Esistono anche coincidenze con tram e autobus.

## Cadenze orarie
La linea non opera dalle ore 24 alle 4 del mattino.
| Linea                | Ramo        | Cadenza oraria (min)         | Fermate | Percorso (km) | Tempi (min) |
| -------------------- | ----------- | ---------------------------- | ------- | ------------- | ----------- |
| Hennigsdorf-Teltow   | V (Viktor)  | 20                           | 27      | 40,1          | 61          |
| Gesundbrunnen-Teltow | VI (Vampir) | 20 (solo nelle ore di punta) | 17      | 31,4          | 35          |
| Gare du Nord-Teltow  | VI (Vampir) | 20 (solo nelle ore di punta) | 11      | 21,6          | 25          |